# Unión Liberal (España, 1854)
La Unión Liberal fue un partido político español de la segunda mitad del siglo XIX fundado por Leopoldo O'Donnell en 1854.

## Historia

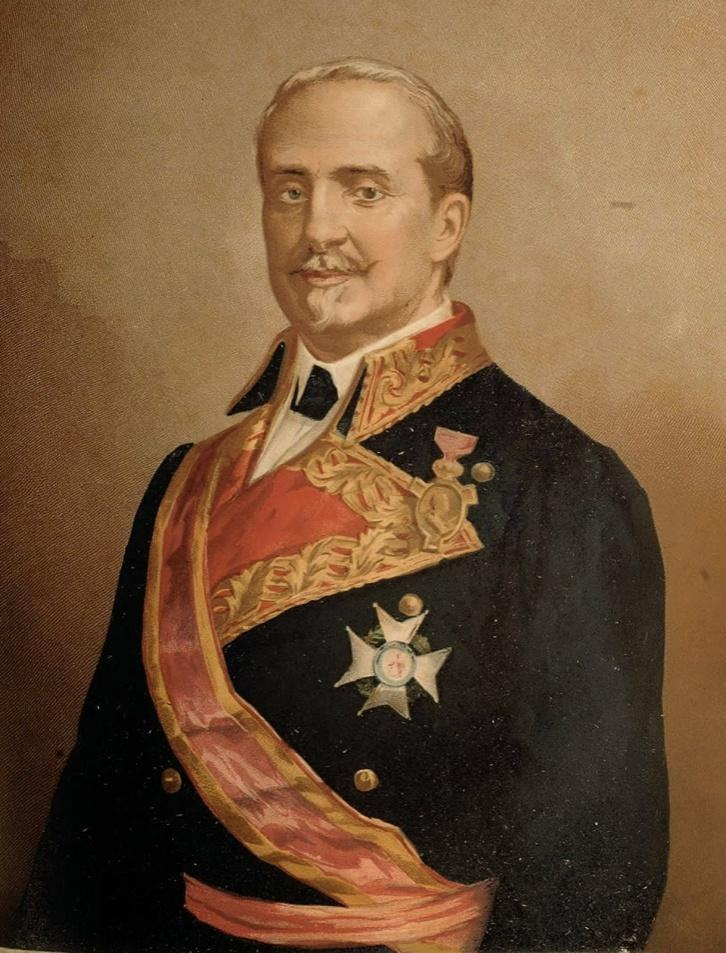
El general Leopoldo O'Donnell.

El origen del partido se remonta a la Revolución de 1854 en España en la que los moderados "puritanos" encabezados por el general O'Donnell se unieron a los progresistas para poner fin al gobierno del Conde de San Luis que falto de base parlamentaria gobernaba por decreto con el apoyo exclusivo de la reina Isabel II. 
Tras el triunfo de la revolución que abrió el bienio progresista (1854-1856) el nuevo gobierno presidido por el general progresista Baldomero Espartero y con O'Donnell ocupando la cartera clave de Guerra, convocó, tal como se había comprometido, elecciones a Cortes Constituyentes cuya misión iba a ser elaborar una nueva Constitución en sustitución de la entonces vigente Constitución de 1845. En las elecciones que se celebraron en octubre el gobierno apoyó las candidaturas llamadas de "unión liberal" que consiguieron la victoria –obtuvieron unos 240 escaños– y que estaban integradas por los moderados "puritanos", entre los que ya destacaba un joven Antonio Cánovas del Castillo, y por los progresistas "templados" encabezados por Manuel Cortina. Una parte del Partido Progresista, los progresistas "puros" encabezados por Salustiano de Olózaga, Pedro Calvo Asensio y un joven Práxedes Mateo Sagasta, no se integraron en la "unión liberal" y presentaron candidaturas propias.
En diciembre de 1854 Cánovas del Castillo pronunció un discurso en las Cortes Constituyentes en el que algunos historiadores ven enunciado el proyecto e incluso el nombre de la futura Unión Liberal:

Formemos nosotros un tercer partido constitucional... que no tiene recuerdos, que no sabe de dónde viene, pero que sabe adónde va. [...] En nombre de la patria, de las ideas liberales y del trono constitucional, marchamos adelante llevando por bandera la Unión Liberal

El siguiente paso en el acercamiento entre moderados "puritanos" y progresistas "templados", que empezaron a ser conocidos como "resellados", fue la fundación en marzo de 1856 del Centro Parlamentario, que sería el núcleo del que surgiría dos años después la Unión Liberal. En él se integraron los "puritanos" como Ríos Rosas, Joaquín Francisco Pacheco, Antonio Cánovas del Castillo y Nicomedes Pastor Díaz y los progresistas "resellados" Augusto Ulloa, Evaristo San Miguel, Manuel Cortina, Fernando Corradi, Vicente Sancho y el general Juan Prim. Según Jorge Vilches, pretendían formar "un partido con base en la clase media y dispuesto a una política liberal y progresista dentro de la monarquía constitucional, que sirviera de alternativa a otro conservador". Hasta 81 parlamentarios de las Cortes se incorporaron al nuevo grupo, entre ellos, además de los citados, Alonso Martínez, Vega de Armijo, el marqués de Perales, además de los generales Francisco Serrano, Ros de Olano y Concha.
Tras las elecciones a Cortes del 20 de septiembre de 1858, la Unión Liberal ocupó la mayoría de los escaños lo que le permitió mantenerse en el poder hasta 1863. Después volvería al gobierno durante dos breves períodos.

## Ideología
La mayor parte de los historiadores afirman que la Unión Liberal no tenía una ideología concreta, un reproche que en su día le lanzó el político progresista Fernández de los Ríos que dijo que la Unión Liberal representaba «el confuso caos de todos los que se han arrepentido de amar demasiado o a la autoridad o a la libertad». En este sentido se podría decir que era un partido que se definía, más que por principios, por los objetivos de su acción política que eran, según Juan Francisco Fuentes, "la transformación del Estado en un eficiente instrumento de modernización y prestigio" y "el afán de concordia y estabilidad tras décadas de guerras, revoluciones, pronunciamientos militares y cambios de régimen".
Así pues, no era un partido de ideales, sino pragmático, cuyos principios básicos fueron conservar la Monarquía como forma de gobierno pero alejándola de las tentaciones absolutistas, es decir, abogaban por una soberanía compartida, en la que el rey (o reina en el caso de Isabel II) tenía el poder en las Cortes, también querían reformar la administración pública en un sentido centralista y ofrecer cierto grado de multipartidismo a los Moderados y Progresistas. Junto a ello pretendía la reforma de la ley de prensa –que no llegó a realizar– y el mantenimiento de una política económica de fuertes inversiones públicas.

## Figuras representativas
La Unión Liberal se agrupaba en torno a la personalidad de Leopoldo O'Donnell y a la mano férrea de su Ministro de Gobernación, José Posada Herrera. Al mismo pertenecieron también figuras como Francisco Serrano Domínguez, Juan Manuel de Manzanedo, Juan Prim, Manuel Silvela y el mismo Antonio Cánovas del Castillo entre otros. 
La Unión Liberal como el resto de partidos de notables de la época contaba con una prensa afín, como La Época y El Diario Español y, en menor medida, La Correspondencia de España y El Clamor Público.